# 拉利特·乌帕迪亚伊
拉利特·乌帕迪亚伊（Lalit Upadhyay，1993年12月1日—），印度男子曲棍球运动员，2018年亚洲运动会男子曲棍球铜牌得主、2020年夏季奥运会男子曲棍球铜牌得主、2022年亚洲运动会男子曲棍球金牌得主。